# تلمبه کاربخش
تلمبه کاربخش یک منطقهٔ مسکونی در ایران است که در دهستان مشیز واقع شده‌است. تلمبه کاربخش ۲۹ نفر جمعیت دارد.